# Closer (Joe Inoue)
Closer è un brano musicale del cantante giapponese Joe Inoue, pubblicato come singolo il 17 dicembre 2008. Il brano è stato utilizzato come quarta sigla d'apertura dell'anime Naruto: Shippūden. Closer rappresenta il maggior successo di Inoue grazie alla sua ventiduesima posizione della classifica Oricon. Il brano è stato incluso nell'album Me! Me! Me!.
Inoue successivamente ha pubblicato per il mercato digitale una cover in lingua inglese del brano il 19 maggio 2010, e questa versione è stata inclusa come bonus track nell'album Dos Angeles.
Un EP digitale con il brano è stato inoltre pubblicato sull'iTunes Store americano il 5 ottobre 2010. L'EP include tre versioni di Closer, presenti anche nel CD singolo originale.

## Tracce
CD singolo
1. Closer – 3:26
2. Gravity – 3:09
3. Kangaetakunai (Can a Guy Talk All Night?) (考えたくない～Can a guy talk all night?～? "I Don't Wanna Think About It (Can a Guy Talk All Night?)") – 2:15
4. Closer (Naruto Opening ver.) (CLOSER -NARUTO オープニング ver.-?, CLOSER -NARUTO Ōpuningu ver.-) – 1:30
5. Closer ('Kerioki' ver.) (Karaoke) (CLOSER -“ケリオキ”ver.-(KARAOKE)?) – 3:26

Durata totale: 13:43

## Classifiche
| Classifica (2008) | Posizione massima |
| ----------------- | ----------------- |
| Giappone (Oricon) | 22                |